# USS Bunker Hill (CG-52)
El USS Bunker Hill (GC-52) es un crucero lanzamisiles de la clase Ticonderoga que sirve en la Armada de los Estados Unidos.

## Construcción y características
El 15 de enero de 1982 se ordenó la construcción del buque. Crucero lanzamisiles de la clase Ticonderoga. El 11 de enero de 1984 Litton-Ingalls Shipbuilding Corporation inició la construcción. El 11 de marzo de 1985 se realizó la botadura del buque. Finalmente y el 20 de septiembre de 1986, el USS Bunker Hill entró en servicio en la Armada de los Estados Unidos.
El Bunker Hill fue la primera unidad de su clase equipada con el sistema de lanzamiento vertical MK-41.

## Historial de servicio

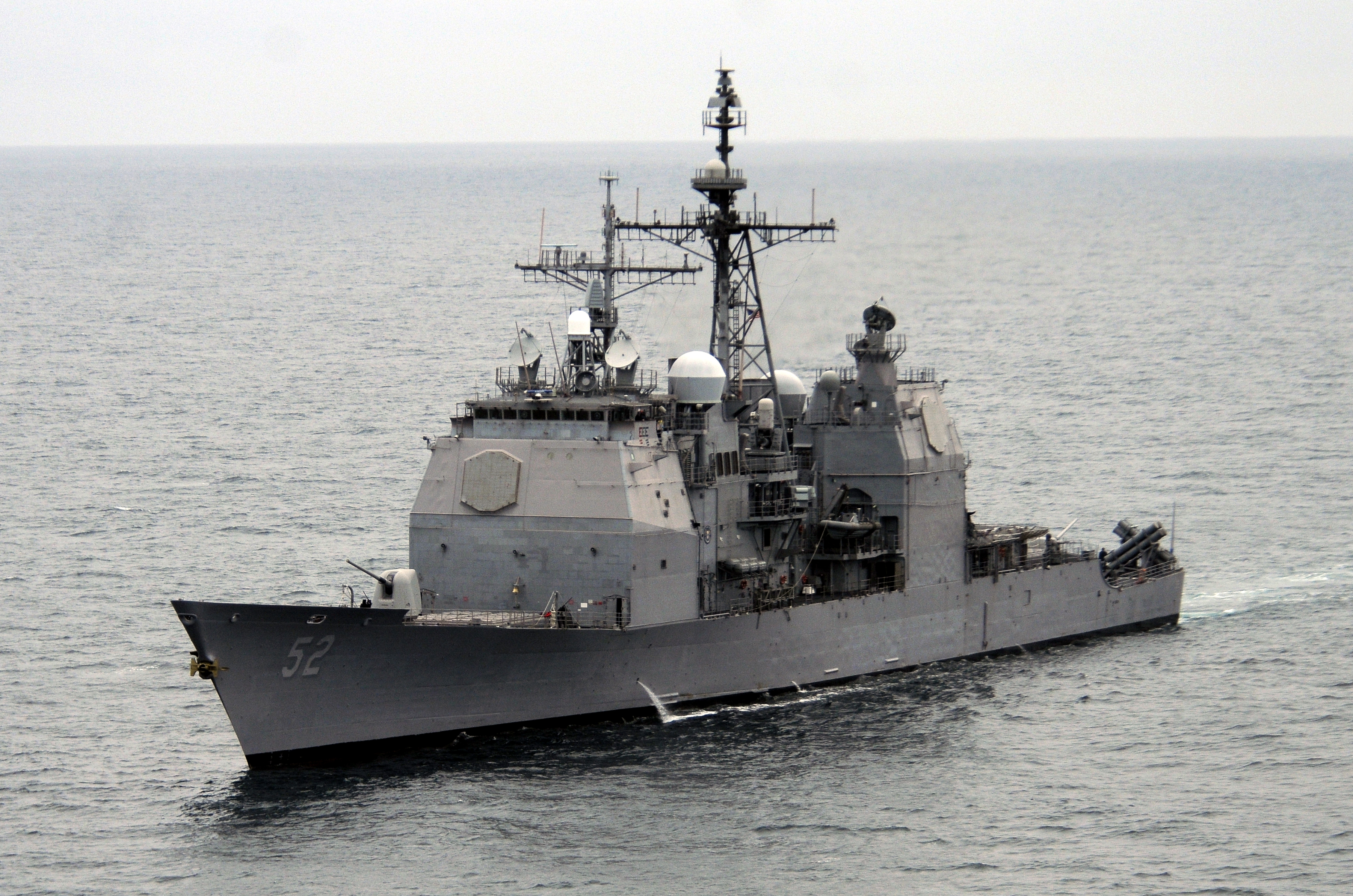
USS Bunker Hill navegando en el año 2011.

En el mes de julio de 1987, el Bunker Hill realizó su primer despliegue. El buque brindó una cobertura de defensa aérea a los grupos de batalla del USS Missouri y del USS Ranger en el golfo Pérsico y a otros buques estadounidenses en el estrecho de Ormuz.
En agosto de 1988, el Bunker Hill abandonó su puerto base en San Diego y se basó en Yokosuka —Japón—. Se unió al Grupo de Batalla del portaaviones USS Midway. Así estuvo en un despliegue de cuatro meses de la Séptima Flota. Por esto el buque recibió la Mención de Unidad Meritoria. Y recibió también su primer Premio a Eficacia en la Batalla.
Desde noviembre de 1990 hasta marzo de 1991, el Bunker Hill desplegó en el golfo Arábigo en apoyo a la Operación Escudo del Desierto y la Operación Tormenta del Desierto —Guerra del Golfo—. Se desempeñó como comandante de Guerra Aérea multinacional, dirigiendo el empleo táctico de 26 barcos y 300 aviones de combate de seis naciones. Y fue uno de los primeros buques estadounidenses en lanzar misiles de crucero Tomahawk contra objetivos iraquíes. En total tiró 28 misiles Tomahawk.
Al finalizar la Guerra del Golfo, el Bunker Hill participó de la Operación Southern Watch.
El Bunker Hill efectuó una visita histórica a la ciudad de Vladivostok, Rusia. Posteriormente recaló en Qingdao, China.
En julio de 1998 el Bunker Hill cambió su base volviendo nuevamente a San Diego.
En diciembre de 2020, el informe de la Marina de los EE. UU. al Congreso sobre el plan anual a largo plazo para la construcción de buques navales indicó que estaba previsto colocar el barco fuera de servicio en reserva en 2023. El 22 de septiembre de 2023, Bunker Hill fue dado de baja en la Base Naval de San Diego.